# Chloe Bridges
Chloe Bridges (Houma, 1991. december 27. –) amerikai színésznő.
Legismertebb alakítása a Zoey Moreno a 2005 és 2006 között futó Freddie és a 2006-os George Lopez című sorozatban. A Rocktábor 2. – A záróbuli című filmben is szerepelt.

## Karrier
2005 és 2006 között Zoey Moreno szerepét játszotta az ABC Freddie című sorozatában Freddie Prinze Jr. mellett volt főszereplő. 2006-ban George Lopez egyik epizódjában vendégszerepelt. Megjelent az Adelphia és az AT&T reklámjaiban.
Bridges eredetileg Mitchie Torres szerepéért pályázot a Rocktábor filmben, végül Demi Lovato kapta a szerepet. 2009-ben a Doktor Szöszik és a Forget Me Not című filmekben is szerepelt. Dana Turnerként szerepelt a Rocktábor 2. – A záróbulin, ami a Disney Channel sugározta 2010-ben. 2012 márciusában megkapta Donna LaDonna szerepét a The CW Carrie naplója című sorozatában, ami a Szex és New York előzménysorozata.
2014 áprilisában mellékszerepelt az ABC Family Hazug csajok társasága című drámasorozatának az  ötödik évadjában, mint Sydney Driscoll. Bridges szerepelt a Szöktetés a pokolból és a Nightlight című filmekben.
2018-ban Bridges Roxy Buckley szerepét kapta meg A telhetetlen című sorozatban.

## Magánélete
2014-ben a Szöktetés a pokolból forgatásán ismerkedett össze Adam DeVine-nal. 2019 októberében Adam eljegyezte.
2020-ban diplomázott a Columbia Egyetemen.

## Filmográfia

### Film
| Év   | Magyar cím                         | Eredeti cím                      | Szerep          | Magyar hang       |
| ---- | ---------------------------------- | -------------------------------- | --------------- | ----------------- |
| 2020 |                                    | Browse                           | Veronica        |                   |
| 2019 |                                    | Airplane Mode                    | Jenna           |                   |
| 2018 |                                    | Game Over, Man!                  | Diana           |                   |
| 2018 |                                    | Little Bitches                   | Brooke          |                   |
| 2016 | Mike és Dave esküvőhöz csajt keres | Mike and Dave Need Wedding Dates | Chloe           |                   |
| 2015 |                                    | Nightlight                       | Nia             |                   |
| 2015 | Szöktetés a pokolból               | The Final Girls                  | Paula           | Nemes Takách Kata |
| 2014 |                                    | Mantervention                    | Katie           |                   |
| 2013 |                                    | Social Nightmare                 | Emily Hargroves |                   |
| 2013 | Fordított felállás                 | Family Weekend                   | Kat             | Szabó Zselyke     |
| 2011 |                                    | Worst. Prom. Ever.               | Neve Spernak    |                   |
| 2010 | Rocktábor 2. – A záróbuli          | Camp Rock 2: The Final Jam       | Dana Turner     | Molnár Ilona      |
| 2009 |                                    | Forget Me Not                    | Layla           |                   |
| 2009 | Doktor Szöszik                     | Legally Blondes                  | Ashley Meadows  |                   |
| 2007 | Esélyekkel szemben                 | The Longshots                    | Tammy Anderson  | Hermann Lilla     |

### Televízió
| Év        | Magyar cím                | Eredeti cím         | Szerep          | Megjegyzések                                         |
| --------- | ------------------------- | ------------------- | --------------- | ---------------------------------------------------- |
| 2020      |                           | Schooled            | Paloma          | 2 epizód                                             |
| 2020      | Punk’d – SztÁruló         | Punk’d              | önmaga          | 1 epizód: Wrecking Ball with Adam Devine             |
| 2019      | Az újonc                  | The Rookie          | Stephanie Davis | 1 epizód: A koccanás                                 |
| 2019      |                           | Charmed             | Tessa           | 2 epizód                                             |
| 2018–2019 | A telhetetlen             | Insatiable          | Roxy            | 5 epizód magyar hangja Gyöngy Zsuzsa                 |
| 2017      |                           | Daytime Divas       | Kibby Ainsley   | főszereplő                                           |
| 2016      | Jogászok ásza             | The Grinder         | Calista         | 1 epizód: For the People                             |
| 2015–2016 | Simlis spinék             | Faking It           | Zita Cruz       | 5 epizód                                             |
| 2015      | Született detektívek      | Rizzoli & Isles     | Tory Garrett    | 1 epizód: Örülök a találkozásnak, Dr. Isles!         |
| 2014–2017 | Hazug csajok társasága    | Pretty Little Liars | Sydney Driscoll | 10 epizód                                            |
| 2013–2014 | Carrie naplója            | The Carrie Diaries  | Donna LaDonna   | főszereplő                                           |
| 2012      | Új csaj                   | New Girl            | Chloe           | 1 epizód: A duzzogó                                  |
| 2011      | Kertvárosba száműzve      | Suburgatory         | Misty           | 1 epizód: Halloween magyar hangja Bogdányi Titanilla |
| 2011      | 90210                     | 90210               | Alexis          | 3 epizód                                             |
| 2008      | Mit rejt Jimmy koponyája? | Out of Jimmy's Head | Undine          | 1 epizód: Bad Fad                                    |
| 2006      |                           | George Lopez        | Zoey Moreno     | 1 epizód: George Gets Cross Over Freddie             |
| 2005–2006 |                           | Freddie             | Zoey Moreno     | főszereplő                                           |